# 柬埔寨国家航空
柬埔寨国家航空（簡稱柬國航）是柬埔寨的國家航空公司，前稱柬埔寨吳哥航空。於2009年由柬埔寨政府及越南航空合資成立，初期各分別佔51%及49%股權。柬埔寨国家航空的樞紐機場為金邊國際機場和暹粒國際機場，航點包括柬埔寨國內城市、中國大陸及東南亞各地。
2021年11月，吳哥航空的中文名稱變更爲柬埔寨國家航空有限公司，同年12月，郑州航空港兴港投资集团有限公司收购柬国航28%的股份，成为仅次于柬埔寨政府的第二大股东。2025年1月1日，柬埔寨國家航空进行品牌重塑，其英文名正式更名为Air Cambodia。

## 機隊

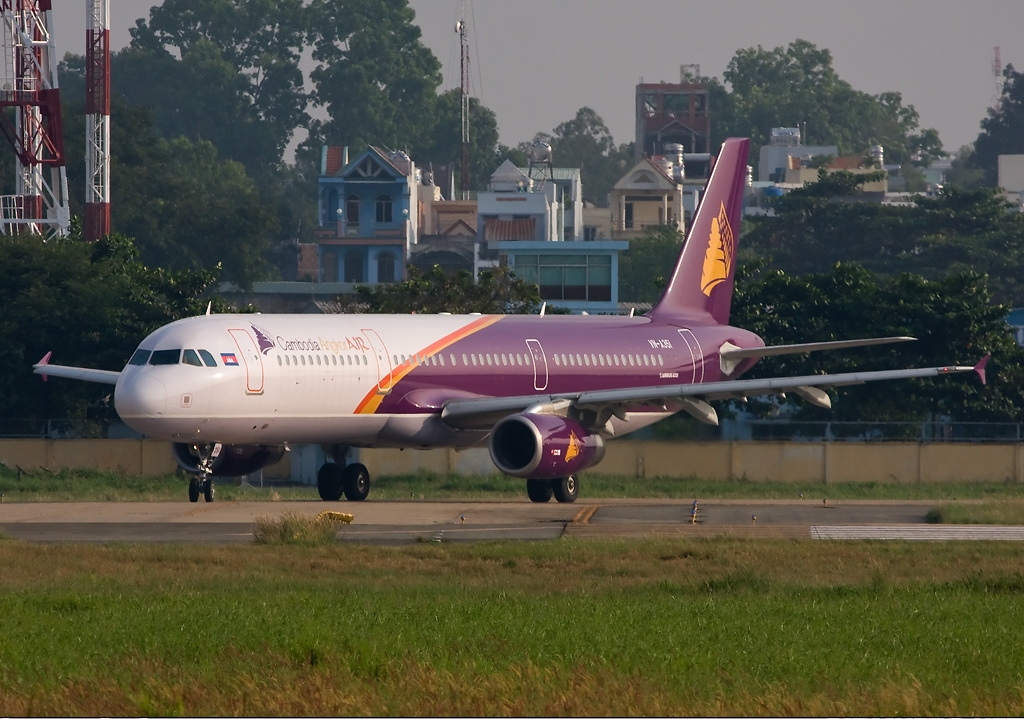
柬埔寨吳哥航空的空中巴士A321

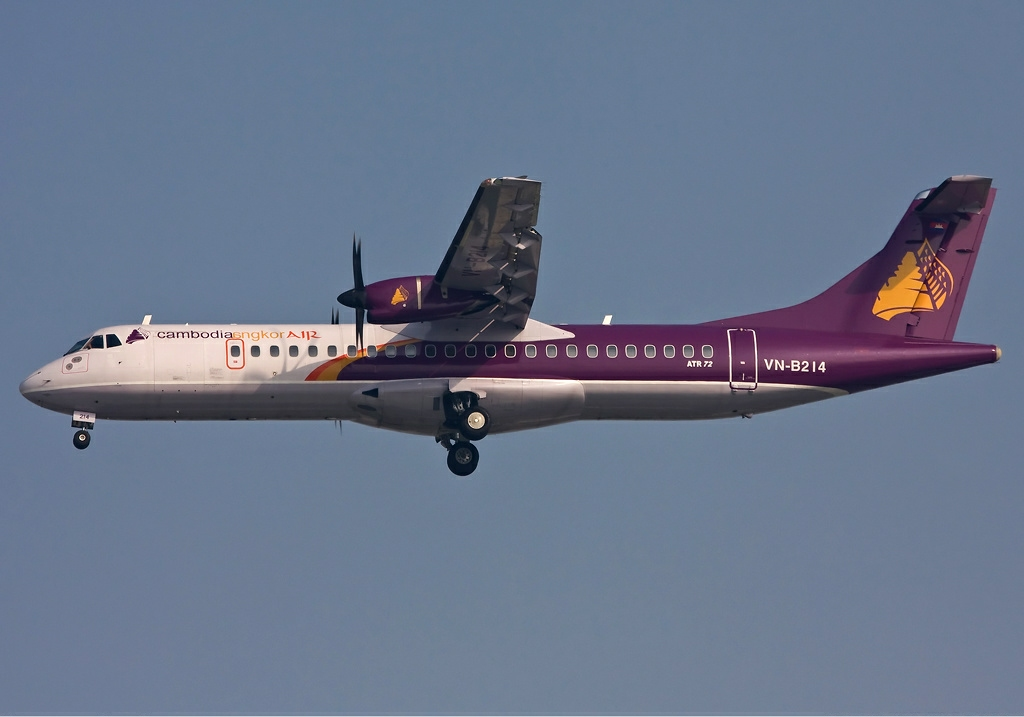
柬埔寨吳哥航空的ATR 72-500

## 航點
|  | 樞紐       |
|  | 重點城市   |
|  | 未來航點   |
|  | 包機       |
|  | 停飛目的地 |

### 代碼共享
柬埔寨國家航空與以下航空公司實行代碼共享：
| - 老撾航空 - 越南航空（天合聯盟） |